# Anna de Croÿ
Anna de Croÿ (   -1772) was van 1744 tot 1772 abdis van de Abdij van Herkenrode.

## Biografie

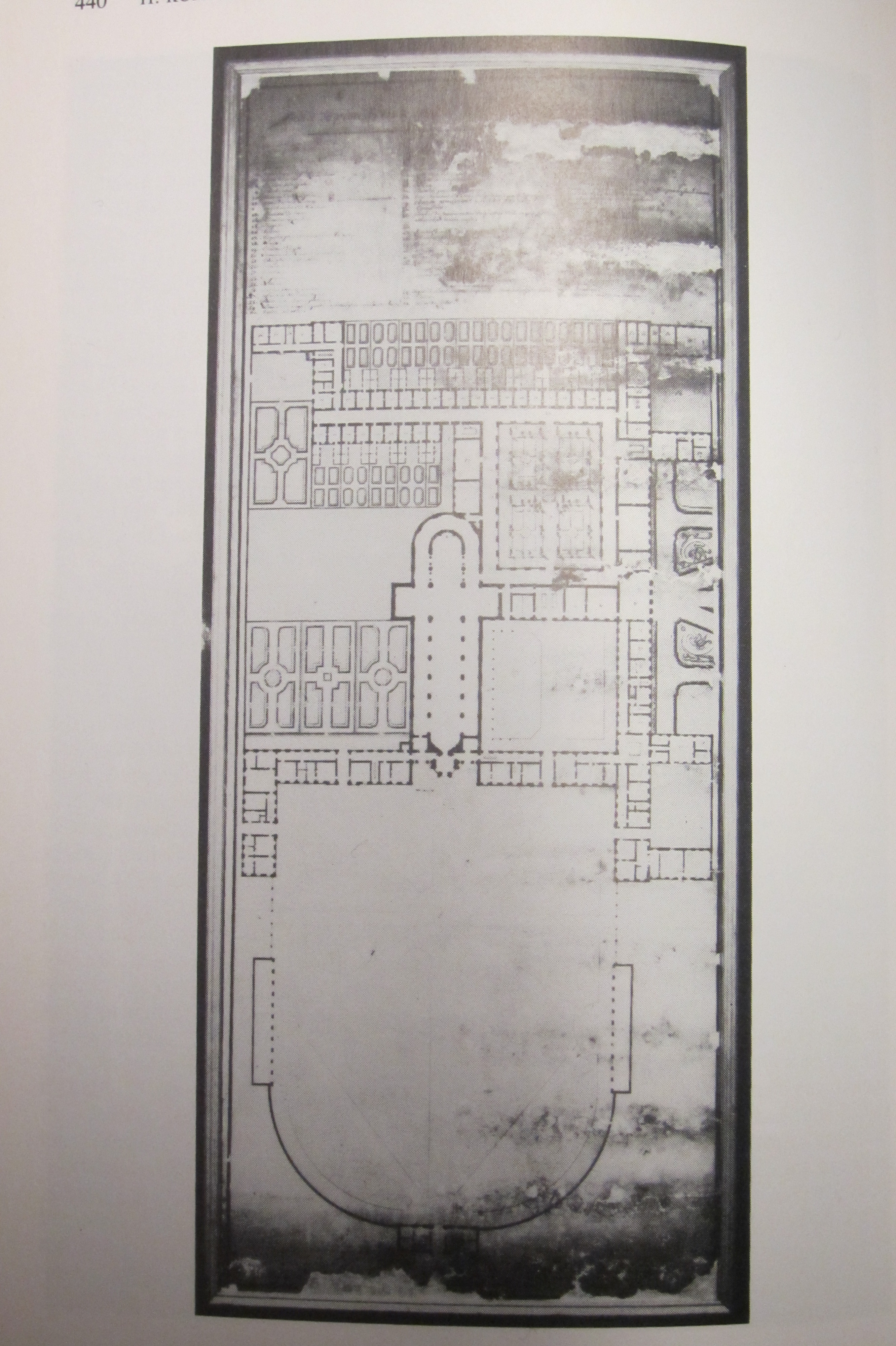
Grondplan ontwerp Abdij van Herkenrode, arch. L.B. Dewez, 1768, met centraal gelegen N-Z georiënteerde kerk

Abdis Anna de Croÿ was een dochter van Philippe François Albert de Croÿ, markies van Warneck en van Maria-Barbara Helman de Willebroek. Langs vaderskant erfde zij de titel van markiezin van Warneck. Onder haar abbatiaat liep het aantal zusters gevoelig terug. 

In 1768 plande de abdis Anna de Croÿ een totaal nieuwe abdij naar het ontwerp van architect Laurent Benoit Dewez, bouwmeester van Karel Alexander van Lotharingen. In plaats van een tot voorheen organisch gegroeid abdijcomplex kiest Dewez resoluut voor een volledig nieuwe abdij die de vorige zou vervangen. Het plan omvat een centraal gelegen noord-zuid georiënteerd classicistisch kerkgebouw ten oosten geflankeerd door twee rechthoekige kloosterpanden. Slechts de 50 m lange imposante abdissenresidentie Herkenrode in classicistische stijl is daarvan gerealiseerd. Dit gebouw vormt in het oorspronkelijke plan de oostvleugel van het zuidelijke kloosterpand.

Uit geschreven bronnen komt deze abdis naar voren als iemand met een arrogante geest en een weinig sympathieke persoonlijkheid. Daarenboven kwam zij regelmatig in conflict met de overheid over spiritualiteit en plichten.

## Wapen en spreuk
De blazoenering van het wapen van deze abdis luidt als volgt:
- Gevierendeeld
  - I.-IV.   In zilver drie dwarsbalken van keel (Croÿ)
  - II.-III. In zilver drie disselbijlen van keel, de twee bovenste rug aan rug (Renty)

- Spreuk
  - SCIO CUI CREDO (Ik ben zeker in wie ik geloof)